# Холохоленка
Холохоленка — река в Тверской области России.
Протекает по территории Вышневолоцкого района. Устье реки находится в 148 км от устья Тверцы по правому берегу. Длина реки — 12 км, площадь водосборного бассейна — 50,8 км².

## Данные водного реестра
По данным государственного водного реестра России относится к Верхневолжскому бассейновому округу, водохозяйственный участок реки — Тверца от истока (Вышневолоцкий гидроузел) до города Тверь, речной подбассейн реки — Волга до Рыбинского водохранилища. Речной бассейн реки — (Верхняя) Волга до Куйбышевского водохранилища (без бассейна Оки).
Код объекта в государственном водном реестре — 08010100512110000002000.